# Raión de Tarascha
Tarascha (en ucraniano: Таращанський район) es un raión o distrito de Ucrania en el óblast de Kiev. 
Comprende una superficie de 758 km².
La capital es la ciudad de Tarascha.

## Demografía
Según estimación 2010 contaba con una población total de 31900 habitantes.

## Otros datos
El código KOATUU es 3224400000. El código postal 09500 y el prefijo telefónico +380 4566.